# Delphinium acutidentatum
Delphinium acutidentatum là một loài thực vật có hoa trong họ Mao lương. Loài này được (W.T.Wang) N.I.Malyutin mô tả khoa học đầu tiên năm 2001.